# Marcus Livius Drusus Libo
Marcus Livius Drusus Libo est un ancien consul romain du début de l'Empire romain. Il est le fils de Lucius Scribonius Libo et d'une mère non connue et le frère adoptif de l'impératrice romaine Livia. Sa tante paternelle naturelle est Scribonia, la seconde épouse d'Auguste, ce qui fait de lui un cousin germain maternel de la fille d'AugusteJulie.

## Biographie
On pense qu'il est adopté par Marcus Livius Drusus Claudianus,, le père de Livia Drusilla, la troisième épouse d'Auguste.
Cependant, du fait de sa filiation « Lf » attestée dans le Livre 54 de l'Histoire romaine de Dion Cassius, on pense que son adoption n'était que testamentaire (par laquelle l'adopté est autorisé à porter le nom de l'adoptant).
La carrière de Marcus Livius Drusus Libo est en grande partie méconnue, si ce n'est qu'il est consul en 15 av. J.-C. avec Lucius Calpurnius Piso. Livius Drusus sert comme édile en 28 av. J.-C., peu de temps avant l'achèvement de la première construction du Panthéon de Rome. L'historien Pline l'Ancien le mentionne parmi ceux qui accueillent les Jeux séculaires sous le règne d'Auguste[réf. à confirmer]. Il est également possible qu'il soit membre des Frères Arvales.

## Mariage et famille
Aucune épouse n'est attestée pour Marcus Livius Drusus Libo mais il y a des spéculations selon lesquelles il est marié à une Pompeia. Christian Settipani émet l'hypothèse qu'elle est peut-être une Cornelia. Livia Medullina Camilla, que Claudius devait épouser en 8 mais qui est décédée le jour de leur mariage, est supposée être sa petite-fille, d'après son nom. Son nom a conduit à des spéculations selon lesquelles elle était la fille de Marcus Furius Camillus et d'une femme nommée « Livia », supposée être la fille de Marcus Livius Drusus Libo,. Cette femme spéculée est surnommée Livia Scriboniana par les historiens,.
Les hommes Marcus Scribonius Libo Drusus et Lucius Scribonius Libo peuvent aussi avoir été ses fils ou petits-fils, ou peut-être des neveux fraternels adoptés,.
Cornelia Livia Orestilla, épouse éphémère de Caligula, est probablement sa petite-fille.